# إبراهيم عثمان (لاعب كرة قدم)
إبراهيم عثمان (بالإنجليزية: Ibrahim Osman)‏ هو لاعب كرة قدم غاني، ولد في 1999.